# Carmen Haag
Carmen Haag (* 2. November 1973) ist eine Schweizer Politikerin (CVP) und war vom 1. Juni 2014 bis am 31. Mai 2022 Regierungsrätin des Kantons Thurgau.

## Leben
Carmen Haag ist verheiratet und wohnt in Stettfurt. Nach einer Lehre als Reiseverkehrskauffrau studierte sie an der Höheren Wirtschafts- und Verwaltungsschule HWV (heute: Fachhochschule für Wirtschaft) in St. Gallen Betriebswirtschaftslehre mit anschliessendem Executive Master of Finance. Sie arbeitete neun Jahre als Steuerberaterin bei PricewaterhouseCoopers in Zürich, Amsterdam, Lausanne und London. Bis zu ihrem Antritt als Regierungsrätin führte sie sechs Jahre lang ein eigenes Steuerberatungsunternehmen in Frauenfeld mit vier Mitarbeiterinnen.

## Politik
Haag war von 2000 bis 2014 Mitglied des Grossen Rates des Kantons Thurgau und dort ab 2007 Fraktionspräsidentin der CVP(-/glp)-Fraktion. Am 9. Februar 2014 wurde sie vom Thurgauer Stimmvolk mit 43'539 Stimmen in den Regierungsrat gewählt. Ab dem 1. Juni 2014 stand sie als Nachfolgerin von Jakob Stark dem Departement für Bau und Umwelt vor. Am 27. Oktober 2021 gab sie ihren Rücktritt auf Ende Mai 2022 bekannt.